# CENDIS
CENDIS, s.p., Centrum dopravních informačních systémů Ministerstva dopravy ČR, je státní podnik v působnosti Ministerstva dopravy České republiky. Vznikl 15. července 2015 transformací státního podniku CIMTO s.p. CENDIS byl založen Ministerstvem dopravy České republiky s cílem zlepšit digitální infrastrukturu a poskytovat moderní technologie a služby pro podporu dopravních procesů a veřejných služeb v ČR.

## Působnost podniku
Významnou součástí činnosti CENDIS, s.p. je a do roku 2025 bude provoz a rozvoj Systému jednotného tarifu a Informačního systému Elektronických dálničních známek (EDAZ) spolu se zajištěním stacionární a mobilní kontroly. V roce 2024 se prodalo rekordní množství elektronických dálničních známek. Bylo to 9,04 milionu kusů v hodnotě 7,21 miliardy korun. V Systému jednotného tarifu neboli OneTicket se od spuštění do konce roku 2024 prodalo přes 8,7 milionu jízdenek v hodnotě přes miliardu korun. Kromě těchto hlavních nosných projektů CENDIS, s.p. v roce 2023 vykonával pro MD a některé jeho podřízené organizace činnosti, které souvisejí s kritickou infrastrukturou a základními službami státu.

## Historie
Státní podnik CIMTO (Centrum pro informace a mechanické testování obalů, IČ 00311391) vznikl v roce 1991 jako pokračovatel vědeckovýzkumné základny IMADOS (Institut manipulačních, dopravních, obalových a skladovatelných systémů) a byla do něj převedena i státní zkušebna, která prováděla hodnocení jakosti obalů a obalových materiálů. V roce 2015 byl transformován na CIMTO, s. r. o. (IČ 04050657), dceřinou společnost Centra dopravního výzkumu, v. v. i.
CENDIS, s.p. byl de facto založen aktivací a přejmenováním CIMTO s.p., využitého takto jako ready-made společnost. Původně byl údajně založen kvůli přípravě soutěže na dálniční mýto a zajištění jeho vlastního provozu centrálního systému, avšak ukázalo se, že jeho zaměstnanci nemají pro tuto činnost dostatečné zkušenosti. Firma získala zakázku za 1,9 milionů korun od ministerstva dopravy na koordinaci řízení mýtného projektu, peníze ale rychle padly na mzdy a ministerstvo muselo svému podniku půjčit 2 miliony korun. Ministerstvo si nakonec tuto činnost bez soutěže objednalo u společnosti Deloitte Advisory. Ještě v říjnu 2015 média (Jan Sůra v iDnes.cz) psala, že „důvody vzniku a existence stále nejsou úplně jasné“. Ministr Dan Ťok založení vysvětloval i tím, že potřebuje odborníky, které může zaplatit více, než jen tabulkovými platy. Již první ředitel, Josef Havaš, v září 2015 uvedl, že smyslem fungování Cendisu je vytvoření servisní organizace ministerstva s dostatečnou kapacitou IT odborníků, kteří mohou plně nahradit služby, které si dnes ministerstvo nakupuje externě.
CENDIS, s.p. se věnuje obecným službám v oblasti ICT a systémům v resortu dopravy a tvorbě a realizaci jednotné ICT strategie Ministerstva dopravy. Ministerstvo zadalo CENDISu také veřejnou zakázku na údržbu a další rozvoj Portálu dopravy, který slouží k digitalizaci a zjednodušení agend spojených s dopravou, například k výměně a evidenci řidičských průkazů z roku 2018. Veřejně se prezentuje jako tvůrce a provozovatel systému digitálního tachografu, aplikací pro výkon státního odborného dozoru nebezpečných přeprav v silniční dopravě a jako vývojář a provozovatel Systému jednotného tarifu, který byl spuštěn v roce 2020. Od ledna 2025 převzal CENDIS od Centra služeb pro silniční dopravu (CSPSD) školení zkušebních komisařů. Zajišťuje také zkoušky bezpečnostních poradců pro přepravu nebezpečných věcí po silnici (ADR). Od CSPSD převzal i provozování STK a SME v Trutnově a STK a SME v Krásné Lípě.
Podnik dostal zakázku například na budování Národního kontaktního místa pro mezinárodní výměnu dat o spáchaných přestupcích, řidičích, vozidlech a podnikatelích v silniční dopravě, měl dostat na starost kybernetickou bezpečnost registrů vozidel a řidičů či systém pro řízení přeprav nebezpečných nákladů.
V roce 2016 měl CENDIS dostat zakázku na vypracování studie k chystané státní půjčovně vlaků.

## Vedení a zaměstnanci
Původně byl ředitelem Josef Havaš, dosavadní ředitel IT na ministerstvu dopravy. Toho ministr dopravy Dan Ťok po čtyřech měsících nečekaně odvolal a jmenoval nového ředitele. Ředitelem byl od listopadu 2015 do října 2019 Ing. Jan Chovanec, Ph.D., který v podniku od počátku pracoval jako projektový manažer.
V podniku působí řada významných a známých manažerů z oblasti veřejné dopravy, například funkci ředitele divize dopravních aplikací a technologií zastává Jan Paroubek, který působil dříve v Českých drahách a stál u rozjezdu RegioJetu i Leo Expressu a dále zde působí například Petr Moravec, který vedl českou autobusovou divizi Veolie a Abellio a byl i náměstkem generálního ředitele Českých drah, a Václav Henzl, dřívější IT ředitel v holdingu Student Agency a Leo Expresu, který je zmiňován jako vedoucí projektu SJT. Podle zprávy z března 2019 pracovalo aktuálně v Cendis na vývoji systému 13 lidí.
Novinář Jan Sůra v září 2015 na iDnes.cz uváděl, že je veřejným tajemstvím, že řada vysoce postavených úředníků a náměstků na ministerstvu dopravy budoucího šéfa Cendisu Chovance nesnáší a odmítají s ním spolupracovat. Důvodem měly být i platy, tedy že v Cendisu mají někteří zaměstnanci více než ministerští úředníci na vyšších postech.
V září 2019 dozorčí rada navrhla ředitele Chovance odvolat. S návrhem přišli dva členové, kteří byli do dozorčí rady zvoleni na konci července 2019, tj. její předseda Richard Ščerba a člen Miroslav Honzík. Ministerstvo dopravy jejich životopisy neposkytlo, oba dříve působili například ve Vězeňské službě. Není zřejmé, kdo konkrétně za ministerstvo dopravy navrhl tyto dva členy do dozorčí rady Cendisu, když s dopravou nemají nic společného. Honzík se o svém působení v dozorčí radě odmítl zcela bavit, Ščerba pouze uvedl, že nabídku dostal přímo od ministra Kremlíka. V e-mailové korespondenci o Cendisu se objevuje i jméno poradce premiéra Andreje Babiše Jaroslava Ungermana.
Podle zprávy z 25. října 2019 ministr dopravy Vladimír Kremlík Jana Chovance z funkce ředitele bez udání důvodu odvolal. Podle mluvčí ministerstva dopravy byl odvolán na základě doporučení dozorčí rady, která upozornila na dlouhodobé závažné nedostatky, které měly negativní vliv na řádné fungování podniku. Mělo jít například o vědomé neodvedení zákonných odvodů z vyplaceného odstupného, absence mzdového řádu, nesoulad organizačního řádu s organizačním schématem, nejednoznačné vymezení možnosti čerpání příspěvku na stravování. Nálezy dozorčí rady podle mluvčí ministerstva přezkoumal i odbor interního auditu a potvrdil je. Řízením byl pověřen Chovancův zástupce Jan Paroubek.
V roce 2023 měl CENDIS 141 zaměstnanců, s plánem navýšit počet pracovníků na 230 až 250 v následujících letech v souvislosti s rozšířením služeb a projektů.

### Ředitelé
- Jan Paroubek (pověřený řízením od 2019–...)
- Jan Chovanec (2015–2019)
- Josef Havaš (2015)

### Dozorčí rada
Aktuální k říjnu 2024:
- Lukáš Trcala (předseda)
- František Štefela
- Kamil Tichý